# Anioł Rafał

Archanioł Rafał z młodym Tobiaszem (XVII w.)

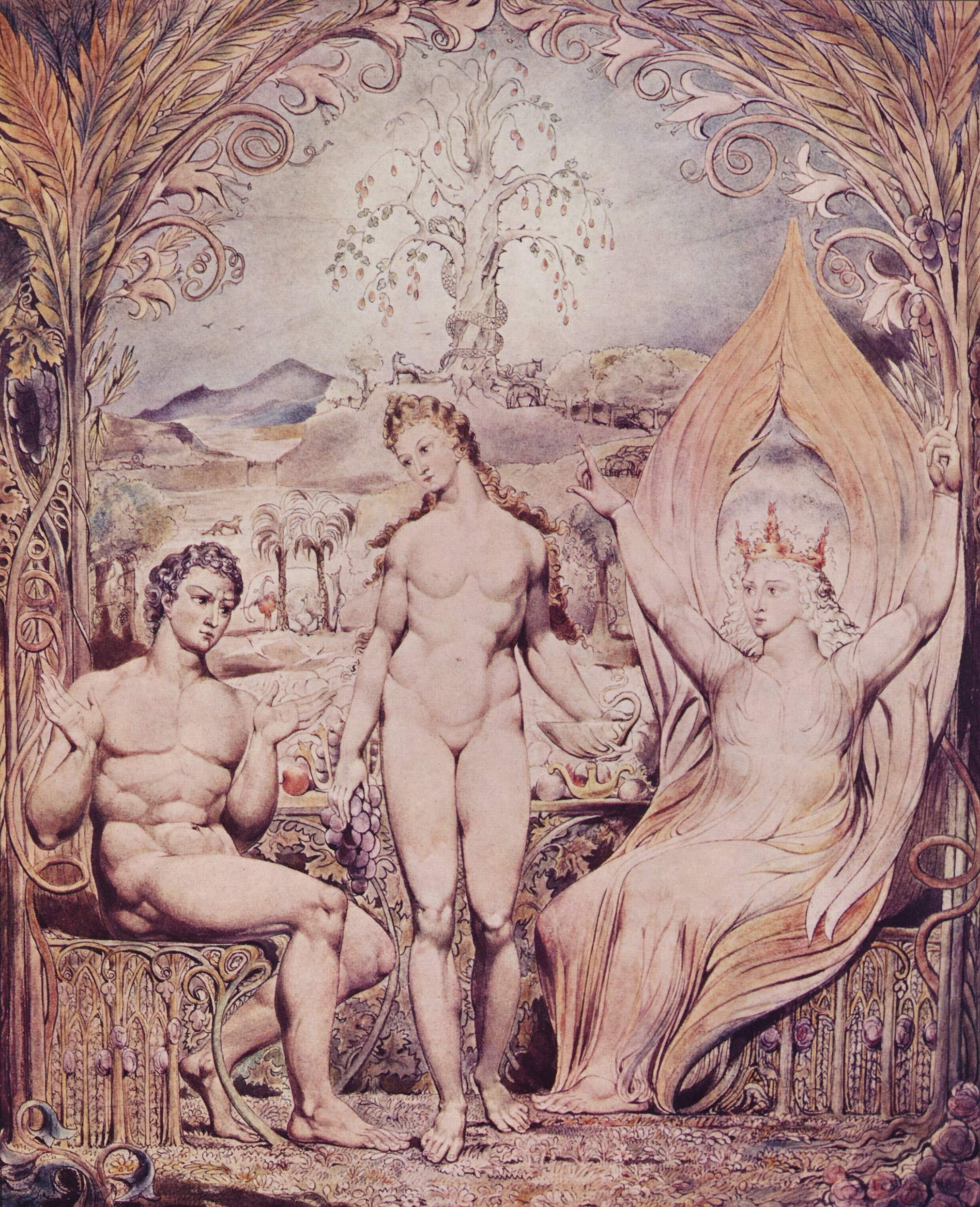
Archanioł Rafał z Adamem i Ewą, William Blake, 1808

Anioł Rafał (hebr. ‏רפאל‎, arab. ‏Israfil, اسرافيل‎, cs. Angieł Rafaił) – w tradycji żydowskiej i chrześcijańskiej jeden z najwyższych rangą aniołów; jego imię oznacza „Bóg uzdrawia”. 

## W Biblii
Archanioł Rafał występuje w deuterokanonicznej Księdze Tobiasza, gdzie pod ludzką postacią, przybierając imię Azariasz, ofiarowuje młodemu Tobiaszowi wędrującemu z Niniwy do Raga w Medii swoje towarzystwo i opiekę, chroniąc go przed demonami, a po powrocie uzdrawiając jego ojca. Przeprowadza go szczęśliwie wśród różnych przygód aż do Persji, gdzie mieszka krewny rodziny, który od starego Tobiasza (ojca) pożyczył niegdyś znaczną sumę pieniędzy. Archanioł nie tylko doprowadza Tobiasza do celu podróży, ale też nakłania krewnego by oddał dług, a Tobiaszowi własną córkę Sarę za żonę, którą archanioł uwalnia od złych mocy. Po szczęśliwym zakończeniu podróży Rafał wyjawił młodzieńcowi i jego ojcu, kim jest: Ja jestem Rafał, jeden z siedmiu aniołów, którzy stoją w pogotowiu i wchodzą przed majestat Pański (Tob 12, 15).
Inne zapisy jego imienia to Rafael, Repha'el, Israfel, Israfil i Sarafiel.

## W apokryfach
W Księdze Enocha, tekście uważanym za kanoniczny przez Żydów i chrześcijan w kościołach ortodoksyjnych Erytrei i Etiopii, Rafał jest wskazany jako jeden z opiekunów. Jest przewodnikiem po Szeolu.

## W judaizmie
Zgodnie z kabałą jest jednym z trzech aniołów, którzy odwiedzili Abrahama (Rdz 18).

## W islamie
Hadis wymienia Rafaela (zwanego po arabsku „Israfel” lub „Israfil”) jako anioła, który zadmie w róg, aby ogłosić, że nadchodzi Dzień Sądu. Tradycja islamska mówi, że Rafael jest mistrzem muzyki, który śpiewa na chwałę Boga w ponad 1000 różnych językach.

## Historia kultu
Na synodzie w Laodycei (363–364) papież Zachariasz postanowił, że chrześcijanie nie powinni wymieniać w modlitwach innych imion archaniołów jak tylko Michała, Gabriela i Rafała. Było to możliwe, bo ich imiona pojawiają się w kanonie. Kanon 35 Soboru w Laodycei zakazywał kultu innych aniołów, nazywając go bałwochwalstwem. Postanowienie powtórzyły synody w Rzymie w 492 i 745. Dyrektorium o pobożności ludowej i liturgii: zasady i wskazania (2002) potwierdziło kult archaniołów Michała, Rafała i Gabriela. 
W XV wieku mnich Amadeusz z Portugalii (zm. 1482) opisał siedmiu archaniołów, z których jednego nazwał Rafałem.
Uznaje go Kościół łaciński, Kościół prawosławny, Kościół koptyjski ortodoksyjny, Etiopski Kościół Ortodoksyjny, Kościół melchicki, anglikanie i wielu metodystów.

## Liturgia
W Kościele prawosławnym archanioł Rafał wspominany jest 8 listopada (21 listopada według kalendarza gregoriańskiego) (Sobór Arcystratega Michała i Niebieskich Sił Bezcielesnych).
Kościół rzymskokatolicki wspomina Rafała wraz z aniołem Gabrielem i archaniołem Michałem 29 września, nadając temu dniu rangę święta. Zgodnie z tradycją chrześcijańską zaliczony został do grona trzech archaniołów o szczególnym znaczeniu.
Do reformy kalendarza kościelnego (14 lutego 1969) dokonanego na Soborze Watykańskim II Rafał, podobnie jak pozostali dwaj archaniołowie, miał osobne święto – 24 października. 
Kościoły starokatolickie, mariawickie i tradycjonaliści katoliccy obchodzą wspomnienie św. Rafała Archanioła 24 października.

## Patronat
Kościół rzymskokatolicki czci go jako patrona aptekarzy, chorych, lekarzy, doradców, farmaceutów, emigrantów, pielgrzymów, podróżujących, uciekinierów, wędrowców, żeglarzy, policjantów i terapeutów, młodzieży. Jest patronem miłości. Jest uzdrowicielem chorób i pomocnikiem w smutku, wypędza złe duchy. Uzdrawia ludzi chorych fizycznie, psychicznie, emocjonalnie lub duchowo. Pomaga zwalczyć uzależnienia, doprowadzić do miłości. Leczy zwierzęta i Ziemię, jest patronem działających na rzecz ochrony środowiska.

## Ikonografia
W sztuce wschodniej archanioł przedstawiany jest jako typowy anioł. Jest młodzieńcem bez zarostu, w tunice i chlamidzie lub przeważnie białej szacie. W dłoniach zazwyczaj trzyma berło i glob. Jest często przedstawiany z naczyniem leczniczym w dłoni.  W ikonografii rzadko występuje sam. Zwykle wraz z archaniołami Gabrielem i Michałem w okresie wczesnochrześcijańskim i wczesnośredniowiecznym występuje jako postać asystująca przy tronie Chrystusa lub towarzysząca Mu oraz jako obrońca i stróż przeciwko demonom i innym nieszczęściom. Przeważnie archaniołowie przedstawiani są w takich scenach jak Narodzenie Chrystusa oraz Sąd Ostateczny. Pojawia się też w towarzystwie Tobiasza niosącego rybę złowioną w Tygrysie. Trzyma go prawą ręką, w lekko uniesionej lewej ręce trzyma naczynie z lekarstwami.
W sztuce zachodniej atrybutami Rafała są krzyż i laska pielgrzyma. Może to być kaduceusz, symbol zawodu lekarza. Jest przedstawiany jako trzymający dzban z olejem do namaszczenia (uzdrowienie duszy przez sakrament spowiedzi) lub rybę (symbol duszy).
Przedstawiono go na bizantyjskim fresku w kościele San Angelo Carmelitano w Palermo wraz z pozostałymi sześcioma archaniołami. Przy przedstawieniu znajdowało się słowo medicus, czyli lekarz.

## Okultyzm
Wzmianka o siedmiu archaniołach pojawiła się w talizmanach z VIII lub IX wieku przypisywanych Auriolusowi, „słudze Bożemu” z północno-zachodniej Hiszpanii. Modlił się do „wszystkich patriarchów Michała, Gabriela, Cecitiela, Uriela, Rafała, Ananiela, Marmoniela”.
Okultyści czasami kojarzą archaniołów na sposób kabalistyczny z różnymi porami roku lub żywiołami, czasem kolorami i planetami. W niektórych systemach magii ceremonialnej opartych na Kabale czterej główni archaniołowie (Gabriel, Michael, Rafael i Uriel) są przywoływani jako strzegący czterech stron świata. Według Rudolfa Steinera cztery archanioły rządzą porami roku. Rafał to wiosna. Jego kolorem jest zielony.
Hermetyczny Zakon Złotego Brzasku w mniejszym rytuale pentagramu podaje inwokację ze słowami: „Przede mną Rafael; Za mną Gabriel; Po mojej prawej stronie Michał; Po mojej lewej ręce Auriel [Uriel]”.